# Placosaris ochreipunctalis
Placosaris ochreipunctalis là một loài bướm đêm trong họ Crambidae.